# Поливянка
Поливянка — село в Песчанокопском районе Ростовской области.
Административный центр Поливянского сельского поселения.

## География
Топографические карты
- Лист карты L-37-71 Песчанокопское. Масштаб: 1 : 100 000. Состояние местности на 1995 год. Издание 1997 г.

## История
На территории нынешнего села Поливянка Песчанокопского района Ростовской области в 1847 году поселился Краснополянский крестьянин Даниил Алексеевич Поливянный. Село и было названо по его фамилии. Село постепенно росло и развивалось. В 1897 году в нём проживало 2905 человек. В нём было две бакалейные, одна винная, одна мелочная лавка, маслобойня и четыре овчинодельных завода.
В 1854 году в селе была построена деревянная церковь во имя архистратига Божьего Михаила. Позднее она была перестроена в кирпичную. Развитию села способствовала ежегодно проводимая 8 ноября в ярмарка, построенная в 1887 году железная дорога Тихорецк — Екатеринодар. Неурожайные же 1901—1912 годы отбрасывали экономику назад. В 1915 −1916 годах здесь были волнения крестьян и железнодорожных рабочих.
После революции село продолжало жить и развиваться. В 1926 году здесь проживало 4348 человек. Началась коллективизация. В селе был создан колхоз «Мирный труд». В 1934 году открылась машинотракторная станция.
В годы Великой Отечественной войны из села ушли на фронт около 500 человек. Не вернулись с войны 315 человек. После войны Песчанокопский район объединился с Развиленским районом и село Поливянка вошло в состав Песчанокопского района. В 1961 году в селе был построен Дом культуры. К настоящему времени в селе есть детский сад, средняя школа, асфальтированная дорога от разъезда Поливянского. Силами и на средства сельчан восстанавливается церковь архангела Михаила, разрушенная в 1937 году.
Именем Героя Социалистического Труда В. С. Погорельцева названа в апреле 2007 года Поливянская средняя школа.

## Население
| 1873 | 1883  | 1884  | 1909  | 1926  | 2010  |
| ---- | ----- | ----- | ----- | ----- | ----- |
| 1995 | ↗2448 | ↗2619 | ↗4567 | ↘4348 | ↘1357 |

## Инфраструктура
Улицы 
| - ул. 60 лет СССР, - ул. Горького, - ул. Ленина, - ул. Набережная, - ул. Октябрьская, | - ул. Первомайская, - ул. Пушкина, - ул. Советская, - ул. Юбилейная, | - пер. Кирпичный, - пер. Кооперативный, - пер. Пионерский, - пер. Энергетиков. |

## Люди, связанные с селом
- Дудка Михаил Андреевич — полный кавалер Ордена Славы, командир минометного расчета 120-го гвардейского стрелкового полка 39-й гвардейской стрелковой дивизии. Родился в Поливянке

## Русская православная церковь
Церковь Архангела Михаила.